# Salvatore Quasimodo
Salvatore Quasimodo (Modica, 20 agosto 1901 – Napoli, 14 giugno 1968) è stato un poeta e traduttore italiano, esponente di rilievo dell'ermetismo.
È considerato uno dei più grandi poeti italiani del XX secolo.
Ha contribuito alla traduzione di vari componimenti dell'età classica, tra cui opere liriche greche, ma anche di opere teatrali di Molière e William Shakespeare. È stato vincitore del premio Nobel per la letteratura nel 1959.
La fase più creativa dell'opera poetica di Quasimodo si può far risalire ad Acque e terre (1930), Oboe sommerso (1932), e a Ed è subito sera (1930). In tali raccolte vengono rievocate l'infanzia in Sicilia e le figure dei cari lontani; in esse si avverte lo sradicamento della vita nella corrotta civiltà del nord post-industriale. Nel 1940 viene pubblicata la sua celebre traduzione dei lirici greci, segnata dallo stesso sentimento di doloroso distacco.

## Biografia

### I primi anni e gli studi
Salvatore Giuseppe Virginio Francesco Paolo nacque il 20 agosto 1901 da Gaetano Quasimodo (1867-1960, figlio di Vincenzo Quasimodo e di Rosa Papandrea) e Clotilde Angela Ragusa (1877-1950, figlia di Salvatore Ragusa e di Teresa Guarneri) a Modica, dove il padre era stato assegnato come capostazione. Il cognome della famiglia e dello stesso Salvatore era, in origine, Quasimòdo. Fu poi mutato dal poeta in Quasìmodo.  Gaetano Quasimodo, partì da Roccalumera, in provincia di Messina, luogo d’origine della famiglia, pochi giorni dopo la nascita, per portare con sé il piccolo con la madre e l'altro figlio Vincenzo (1899-1949) nella cittadina di origine della famiglia. 
Il padre Gaetano, in servizio a Modica alla data della nascita di Salvatore Quasimodo, non poté abbandonare il luogo di lavoro per seguire la moglie, il primogenito Vincenzo e il neonato Salvatore.. Solo successivamente, in seguito al suo trasferimento come Capostazione, alla stazione di Gela, la famiglia tornò a riunirsi, prendendo dimora a Gela, fino ai primi di gennaio del 1909.
Nacquero poi un altro fratello, Ettore Enrico Eduardo (1903-1968) ed una sorella, Rosa Maria Teresa (1905-1998), futura moglie di Elio Vittorini. Benché sia stata diffusa dallo stesso Quasimodo la voce per cui la nonna paterna, Rosa Papandrea (1850-1950), fosse figlia di oriundi greci di Patrasso, questa risulta essere nata a Roccalumera da Santo Papandrea (nato a Pagliara nel 1822 circa da Francesco Papandrea e Rosa D'Angelo e morto a Roccalumera nel 1889) e Rosaria Briguglio (nata a Roccalumera nel 1824 da Natale Briguglio e Domenica Caminiti e morta presumibilmente a Roccalumera in data ignota).
Salvatore Quasimodo fu battezzato a Roccalumera, nella Chiesa della Madonna Bambina da Mons. Francesco Maria Di Francia, l'11 settembre 1901. A Roccalumera il poeta trascorse tutta la sua infanzia e giovinezza e ci ritornò da adulto, per trovare i genitori e la famiglia (dopo il conferimento del Premio Nobel fece ritorno a Roccalumera per consegnare l’ambito premio al padre novantenne).
Nel 1907 a Gela, compiuti i 6 anni di età, iniziò a frequentare il primo anno delle scuole elementari. Nel gennaio del 1909 il padre venne incaricato della riorganizzazione del traffico ferroviario nella stazione di Messina colpita da un disastroso terremoto e successivo maremoto, il 28 dicembre 1908. In quel periodo vissero in un carro merci parcheggiato su un binario morto della stazione. Quegli anni restarono impressi nella memoria del poeta, che li evocò nella poesia Al Padre, inserita nella raccolta La terra impareggiabile, scritta in occasione dei 90 anni del padre e dei 50 anni dal disastroso terremoto di Messina.
Nel 1916 si iscrisse all'Istituto Tecnico Matematico-Fisico di Palermo per poi trasferirsi a Messina nel 1917 e continuare gli studi presso l'Istituto "A.M. Jaci", dove conseguì il diploma nel 1919. Durante la permanenza in questa città conobbe il giurista Salvatore Pugliatti e il futuro sindaco di Firenze Giorgio La Pira, con i quali strinse un'amicizia destinata a durare negli anni. Insieme ad essi fondò, nel 1917, il «Nuovo Giornale Letterario», mensile sul quale pubblicò le sue prime poesie. Intrattenne una corrispondenza con il poeta e saggista Nino Ferraù. La tabaccheria di uno zio di La Pira, unico rivenditore della rivista, divenne luogo di ritrovo per giovani letterati.
Nel 1920 si trasferì a Roma, dove pensava di terminare gli studi universitari di matematica e fisica ma, subentrate precarie condizioni economiche, dovette abbandonarli, per impiegarsi in più umili attività: disegnatore tecnico presso un'impresa edile e, in seguito, impiegato presso un grande magazzino. Nel frattempo collaborò ad alcuni periodici e iniziò lo studio del greco e del latino con la guida di monsignor Mariano Rampolla del Tindaro, pronipote omonimo del più famoso cardinale Rampolla del Tindaro, Segretario di Stato di Papa Leone XIII. Molti anni dopo il poeta emigrato si raffigurò con questi versi:
(Salvatore Quasimodo, Lettera alla madre)
Le precarie condizioni economiche del periodo romano terminarono nel 1926, quando venne assunto dal Ministero dei lavori pubblici e assegnato, come geometra, al Genio civile di Reggio Calabria. Qui strinse amicizia con i fratelli Enzo e Bruno Misefari, entrambi esponenti (il primo comunista, il secondo anarchico) del movimento antifascista di Reggio Calabria. Nello stesso anno sposò Bice Donetti, di 8 anni più anziana, con la quale aveva precedentemente convissuto e a cui dedicò una poesia, dopo la sua morte, avvenuta nel 1946:
(Salvatore Quasimodo, Epitaffio per Bice Donetti)
Nel periodo di Reggio Calabria nacque la nota lirica Vento a Tindari, dedicata alla storica località presso Patti:
(Salvatore Quasimodo, Vento a Tindari)
Il padre andò in pensione nel 1927 e, dopo una breve permanenza a Firenze, si ritirò definitivamente nella sua casa di Roccalumera, dove visse con due sorelle non sposate.

### Periodo dell'ermetismo (1930-1942)
Risolti i problemi economici, poté dedicarsi più assiduamente all'opera letteraria. Fu invitato a Firenze, dallo scrittore Elio Vittorini che, nel 1927, aveva sposato la sorella Rosa; egli lo introdusse nei locali ambienti letterari, permettendogli di conoscere Eugenio Montale, Arturo Loria, Gianna Manzini e Alessandro Bonsanti. Bonsanti in quel tempo dirigeva la rivista Solaria; pubblicò, nel 1930, tre poesie di Quasimodo (Albero, Prima volta, Angeli), che maturò e affinò il gusto per lo stile ermetico, cominciando a dare consistenza alla sua prima raccolta Acque e terre che, lo stesso anno, pubblicò per le edizioni Solaria.
Nel 1931 venne trasferito presso il Genio Civile di Imperia, in seguito presso quello di Genova. In questa città conobbe Camillo Sbarbaro e le personalità di spicco che gravitavano intorno alla rivista Circoli, con la quale il poeta iniziò una proficua collaborazione pubblicando, nel 1932, per le edizioni della stessa, la sua seconda raccolta Oboe sommerso nella quale sono raccolte tutte le poesie scritte tra il 1931 e il 1932 e dove comincia a delinearsi con maggior chiarezza la sua adesione all'ermetismo. Ad Imperia conobbe invece Amelia Spezialetti, donna sposata con cui intrattenne una relazione e da cui nacque nel 1935 la figlia Orietta Quasimodo.
Quasimodo, proprio con Oboe sommerso, partecipò all'assegnazione del premio di poesia Il Gondoliere che si tenne a Venezia nel luglio 1932. A quella edizione del premio parteciparono poeti del calibro di Diego Valeri, Giuseppe Ungaretti e Vincenzo Cardarelli. Quasimodo, sostenuto da Adriano Grande (direttore della rivista Circoli) non arrivò neppure fra i finalisti; alla fine vinse Ungaretti fra accesissime polemiche.	
Dal marzo 1933 alla fine del 1934 lavorò come funzionario all'Ufficio del Genio Civile di Cagliari. Ottenuto il trasferimento a Milano, venne però destinato alla sede di Sondrio. Nel 1938 lasciò il Genio Civile per dedicarsi alla letteratura, iniziò a lavorare per Cesare Zavattini in un'impresa di editoria e, soprattutto, si dedicò alla collaborazione con Letteratura, una rivista vicina all'ermetismo. Nel 1938 pubblicò, a Milano, una raccolta antologica intitolata Poesie; nel 1939 iniziò la traduzione dei lirici greci e divenne il titolare del settimanale Omnibus. Nel 1941 venne nominato professore di Letteratura italiana presso il Conservatorio di musica "Giuseppe Verdi" di Milano, incarico che mantenne fino alla fine del 1968.

### Seconda guerra mondiale
Nel 1942 entrò nella collana Lo specchio, della Arnoldo Mondadori Editore, l'opera Ed è subito sera, che inglobava anche le nuove poesie scritte tra il 1936 e il 1942.

#### Rapporti con il fascismo
Nel 1940, a guerra iniziata, collaborò con la rivista Primato. Lettere e arti d'Italia, dove il ministro Giuseppe Bottai raccolse intellettuali di varia estrazione e orientamento, anche lontani dal regime. In anni successivi gli fu rimproverato di aver sostenuto l'uso del voi con un intervento su un numero monografico del 1939 della rivista Antieuropa e di aver inoltrato una supplica a Mussolini affinché gli venisse assegnato un contributo per poter proseguire l'attività di scrittore. Non partecipò alla Resistenza; in quegli anni si diede alla traduzione del Vangelo secondo Giovanni, di alcuni Canti di Catullo e di episodi dell'Odissea.

### Periodo della poesia impegnata (1945 - 1966)

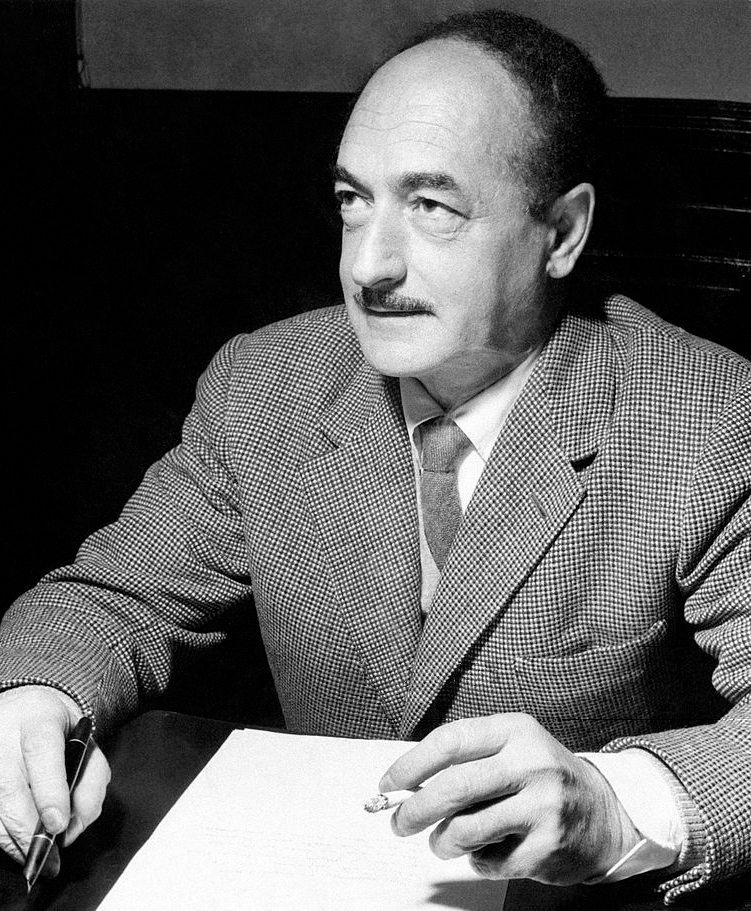
Salvatore Quasimodo nel 1958

Nel 1945 si iscrisse al PCI dove rimarrà per solo uno o due anni; l'anno seguente pubblicò la nuova raccolta dal titolo Con il piede straniero sopra il cuore, poi ristampata nel 1947 con il nuovo titolo Giorno dopo giorno, testimonianza dell'impegno morale e sociale dell'autore che continuò, in modo sempre più profondo, nelle successive raccolte composte fra il 1949 e il 1958 come La vita non è sogno, Il falso e il vero verde e La terra impareggiabile, che si posero, con il loro tono epico, come esempio di limpida poesia civile.
Durante questi anni il poeta continuò a dedicarsi, con passione, all'opera di traduttore sia di autori classici che moderni, e svolse una continua attività giornalistica per periodici e quotidiani, dando il suo contributo soprattutto con articoli di critica teatrale.
Nel 1948, due anni dopo la morte della prima moglie, si risposò con la ballerina Maria Cumani, conosciuta nel giugno 1936, con cui ha avuto il figlio Alessandro Quasimodo; a lei sono dedicate le poesie L'alto veliero, Elegos per la danzatrice Cumani e Delfica (Nuove poesie, in Ed è subito sera).
Nel 1950 ottenne il Premio San Babila; nel 1953 condivise il Premio Etna-Taormina con il poeta gallese Dylan Thomas; nel 1958 ebbe il premio Viareggio; nel 1959 gli fu assegnato il premio Nobel per la letteratura «per la sua poetica lirica, che con ardente classicità esprime le tragiche esperienze della vita dei nostri tempi» che gli fece raggiungere una definitiva fama. A esso seguirono le lauree honoris causa dalla Università di Messina nel 1960 e da quella di Oxford nel 1967.

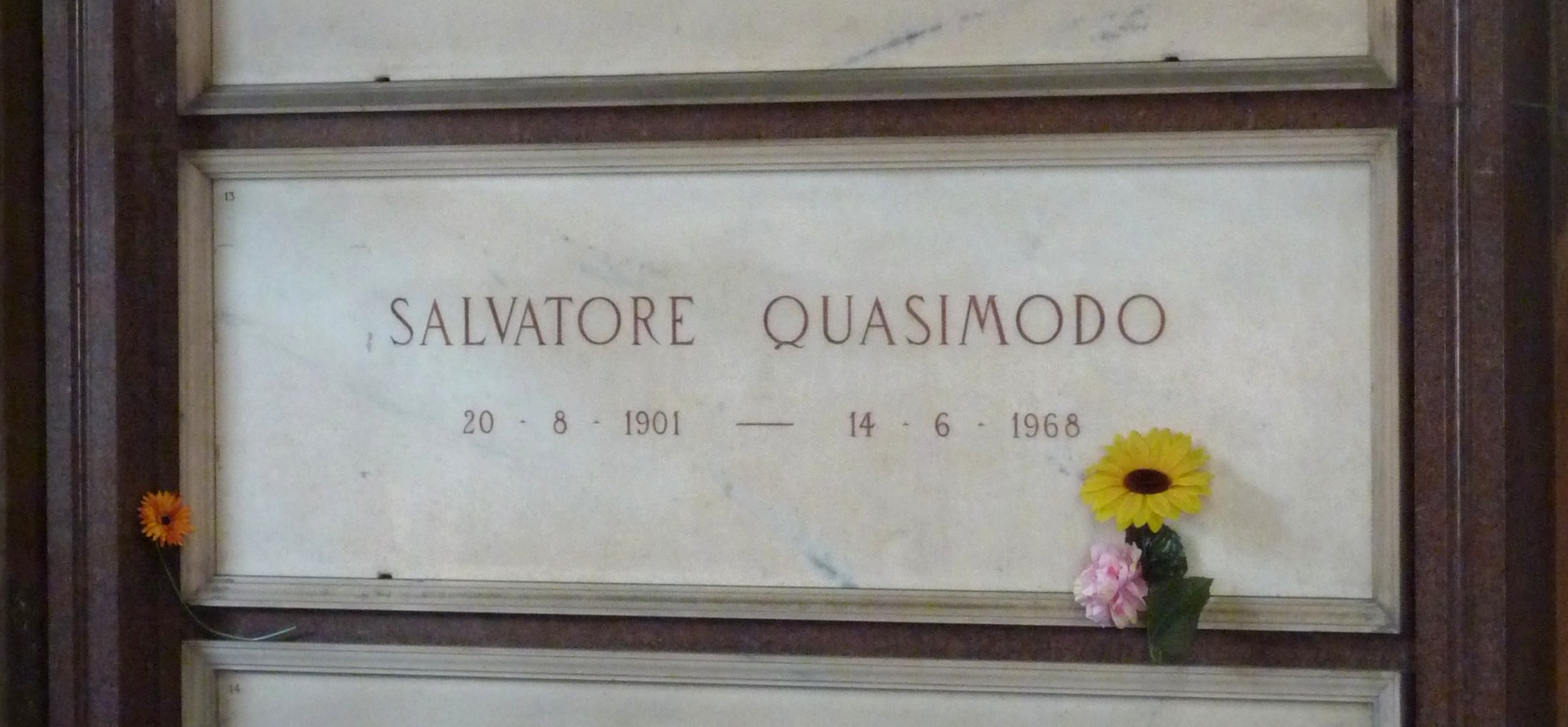
Tomba di Salvatore Quasimodo nel Famedio del Cimitero monumentale di Milano

Il poeta trascorse gli ultimi anni di vita compiendo numerosi viaggi in Europa e in America, per tenere conferenze e letture pubbliche delle sue liriche che, nel frattempo, erano state tradotte in diverse lingue. Nel 1965 curò la pubblicazione di Calignarmata, opera di poesia dell'autore Luigi Berti, uscita un anno dopo la morte di quest'ultimo (1964). Del 1966 è la pubblicazione di Dare e avere, sua ultima opera.
Il 14 giugno 1968, mentre il poeta si trovava ad Amalfi, dove doveva presiedere un premio di poesia, venne colpito da un ictus (aveva avuto già un infarto mentre visitava l'Unione Sovietica), che lo condusse alla morte poche ore dopo: il cuore del poeta smise di battere sull'auto che lo stava trasportando all'ospedale di Napoli. Il suo corpo fu trasportato a Milano e tumulato nel Famedio del Cimitero monumentale. Il suo archivio è conservato presso il Centro per gli studi sulla tradizione manoscritta di autori moderni e contemporanei dell’Università di Pavia.
Quasimodo fu membro della Massoneria, iniziato il 31 marzo 1922 presso la Loggia "Arnaldo da Brescia" di Licata. La sua adesione alla massoneria è resa più manifesta nella poesia Uomo del mio tempo, una denuncia contro la barbarie nazifascista di una "scienza esatta persuasa allo sterminio, senza amore, senza Cristo", e un invito al ritorno alla vita dei figli senza memoria del sangue versato dai padri e speranza di vederli risorgere dalla cenere. La concezione simbolica della parola, il valore del nuovo non detto e del paraverbale furono influenzati dall'amicizia fraterna con La Pira e Pudetti.

## Il poeta e lo scrittore
(Salvatore Quasimodo, da Uomo del mio tempo)

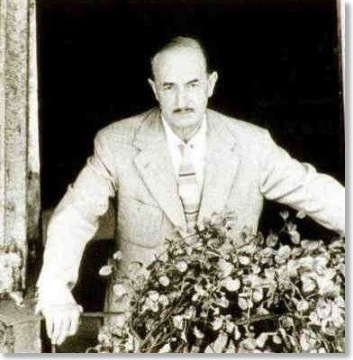
Un'immagine di Quasimodo degli ultimi anni

La prima raccolta di Quasimodo, Acque e terre (1930), è incentrata sul tema della sua terra natale, la Sicilia, che l'autore lasciò già nel 1919: l'isola diviene l'emblema di una felicità perduta cui si contrappone l'asprezza della condizione presente, dell'esilio in cui il poeta è costretto a vivere (così in una delle liriche più celebri del libro, Vento a Tindari). Dalla rievocazione del tempo passato emerge, spesso, un'angoscia esistenziale che, nella forzata lontananza, si fa sentire in tutta la sua pena. Questa condizione di dolore insopprimibile assume particolare rilievo quando il ricordo è legato ad una figura femminile, come nella poesia Antico inverno, oppure a ritmi e motivi più antichi, di origine anche popolare.
In questa prima raccolta Quasimodo appare legato a modelli abbastanza riconoscibili (soprattutto D'Annunzio, del quale viene ripresa la tendenza all'identificazione con la natura); in Oboe sommerso (1932) ed Erato e Apollion (1936) il poeta raggiunge la piena e personale maturità espressiva. La ricerca della pace interiore è affidata a un rapporto con il divino che è, e resterà, tormentato; la Sicilia si configura come terra del mito, terra depositaria della cultura greca: non a caso Quasimodo pubblicò, nel 1940, una notissima traduzione dei Lirici greci. In particolare, nel libro del 1936 vengono celebrati Apollo - il dio del sole e anche il dio cui sono legate le Muse, quindi la stessa creazione poetica che è resa dolorosa dalla distanza fisica dell'isola - ed Ulisse, l'esule per eccellenza.
È in queste raccolte che si può cogliere appieno la suggestione dell'ermetismo, di un linguaggio che ricorre spesso all'analogia e tende ad abolire i nessi logici tra le parole: importante è, in questo senso, l'uso frequente dell'articolo indeterminativo e degli spazi bianchi, che, all'interno della lirica, sembrano rimandare, continuamente, a una serie di significati nascosti, che non possono trovare una piena espressione.
Nelle Nuove poesie (pubblicate insieme alle raccolte precedenti nel volume Ed è subito sera del 1942 e scritte a partire dal 1936), il ritmo diventa più disteso, grazie anche all'uso più frequente dell'endecasillabo o di altri versi lunghi (anche doppi): il ricordo della Sicilia è ancora vivissimo ma si avverte, nel poeta, un'inquietudine nuova, la voglia di uscire dalla sua solitudine e confrontarsi con i luoghi e le persone della sua vita attuale.

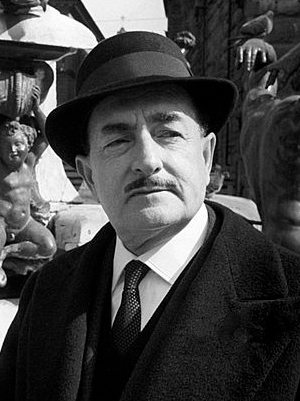
Quasimodo nel 1962

In alcune liriche compare, infatti, il paesaggio lombardo, esemplificato dalla «dolce collina d'Ardenno» che porta all'orecchio del poeta «un fremere di passi umani» (La dolce collina).
Questa volontà di dialogo si fa evidente nelle raccolte successive, segnate da un forte impegno civile e politico, sollecitato dalla tragedia della guerra; la poesia rarefatta degli anni giovanili lascia il posto a un linguaggio più comprensibile, dai ritmi più ampi e distesi. Così avviene in Giorno dopo giorno (1947) dove le vicende belliche costituiscono il tema dominante. La voce del poeta, annichilita di fronte alla barbarie («anche le nostre cetre erano appese», afferma in Alle fronde dei salici), non può che contemplare la miseria della città bombardata, o soffermarsi sul dolore dei soldati impegnati al fronte, mentre affiorano alla memoria delicate figure femminili, simboli di un'armonia ormai perduta (S'ode ancora il mare). L'unica speranza di riscatto è allora costituita dalla pietà umana (Forse il cuore).
In La vita non è sogno (1949) il Sud è cantato come luogo di ingiustizia e di sofferenza, dove il sangue continua a macchiare le strade (Lamento per il Sud); il rapporto con Dio si configura come un dialogo serrato sul tema del dolore e della solitudine umana.
Il poeta sente l'esigenza di confrontarsi con i propri affetti, con la madre che ha lasciato quand'era ancora un ragazzo (e che continua a vivere la sua vita semplice, ignara dell'angoscia del figlio, ormai adulto), o con il ricordo della prima moglie Bice Donetti.
Nella raccolta Il falso e vero verde (1956) dove lo stesso titolo è indicativo di un'estrema incertezza esistenziale, un'intera sezione è dedicata alla Sicilia, ma nel volume trova posto anche una sofferta meditazione sui campi di concentramento che esprime «un no alla morte, morta ad Auschwitz» (Auschwitz).
La terra impareggiabile (1958) mostra un linguaggio più vicino alla cronaca, legato alla rappresentazione della Milano simbolo di quella «civiltà dell'atomo» che porta a una condizione di devastante solitudine e conferma, nel poeta, la voglia di dialogare con gli altri uomini, fratelli di dolore. L'isola natìa è luogo mitizzato, «terra impareggiabile» appunto, ma è anche memoria di eventi tragici come il terremoto di Messina del 1908 (Al padre).
L'ultima raccolta di Quasimodo, Dare e avere, risale al 1966 e costituisce una sorta di bilancio della propria esperienza poetica e umana: accanto a impressioni di viaggio e riflessioni esistenziali molti testi affrontano, in modo più o meno esplicito, il tema della morte, con accenti di notevole intensità lirica.

## Opere

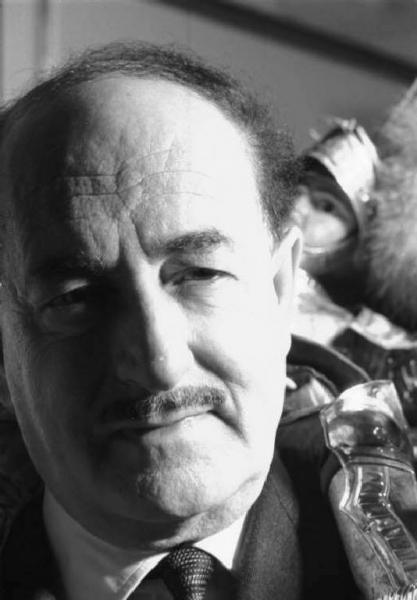
Salvatore Quasimodo fotografato a Milano da Federico Patellani, 1964

### Raccolte di poesie
- Acque e terre, Firenze, Edizioni di Solaria, 1930.
- Oboe sommerso, Genova, Edizioni di Circoli, 1932.
- Odore di eucalyptus ed altri versi, Firenze, R. Istituto di Firenze, 1933.
- Erato e Apòllìon, Milano, Scheiwiller, 1936.
- Poesie, Milano, Primi Piani, 1938.
- Ed è subito sera, Milano-Verona, A. Mondadori, 1942.
- Giorno dopo giorno, Milano, A. Mondadori, 1947
- La vita non è sogno, Milano, A. Mondadori, 1949.
- Il falso e vero verde, Milano, Schwarz, 1953; Milano, A. Mondadori, 1956.
- La terra impareggiabile, Milano, A. Mondadori, 1958.
- Dare e avere. 1959-1965, Milano, A. Mondadori, 1966.
- Tutte le poesie, Mondadori, Milano, 2020.

### Traduzioni
- Lirici greci, Milano, Edizioni di Corrente, 1940; maggio 1944, Mondadori.
- Virgilio, Il Fiore delle Georgiche, Milano, Edizioni della Conchiglia, 1942.; Milano, Gentile, 1944; Milano, Mondadori, 1957.
- Catulli Veronensis, Carmina, Milano, Edizioni di Uomo, 1945. - Milano, Mondadori, 1955.
- Omero, Dall'Odissea, Milano, Rosa e Ballo, 1945.
- Sofocle, Edipo re, Milano, Bompiani, 1946.
- Il Vangelo secondo Giovanni, Milano, Gentile, 1946.
- John Ruskin, La Bibbia di Amiens, Milano, Bompiani, 1946. - Milano, SE, 1989-1999; Abscondita, 2008-2019.
- William Shakespeare, Romeo e Giulietta, Milano, Mondadori, 1948.
- Eschilo, Le Coefore, Milano, Bompiani, 1949.
- William Shakespeare, Riccardo III, Milano, Edizioni del Piccolo Teatro, 1950. - Milano, Mondadori, 1952.
- Pablo Neruda, Poesie, Torino, Einaudi, 1952.
- William Shakespeare, Macbeth, Torino, Einaudi, 1952.
- Sofocle, Elettra, Milano, Mondadori, 1954.
- William Shakespeare, La Tempesta, Torino, Einaudi, 1956.
- Molière, Il Tartufo, Milano, Bompiani, 1958.
- Fiore dell'Antologia Palatina, Parma, Guanda, 1958.
- Edward Estlin Cummings, Poesie scelte, Milano, Scheiwiller, 1958.
- Ovidio, Dalle Metamorfosi, Milano, Scheiwiller, 1959.
- William Shakespeare, Otello, Collana Lo Specchio, Milano, Mondadori, 1959.
- Euripide, Ecuba, Urbino, Armando Argalìa Editore, 1962.
- Conrad Aiken, Mutevoli pensieri, Milano, Scheiwiller, 1963.
- Euripide, Eracle, Urbino, Armando Argalìa Editore, 1964.
- William Shakespeare, Antonio e Cleopatra, Milano, Mondadori, 1966.
- Tudor Arghezi, Poesie, Milano, Mondadori, 1966.
- Yves Lecomte, Il gioco degli astragali, Edizioni Moneta, 1968.

### Curatele
- Lirici minori del XIII e XIV secolo, a cura di S. Quasimodo e Luciano Anceschi, Milano, Edizioni della Conchiglia, 1941.
- Lirica d'amore italiana, dalle origini ai nostri giorni, Milano, Schwarz, 1957.
- Poesia italiana del dopoguerra, Milano, Schwarz, 1958.
- Introduzione a Luigi Berti, Calignarmata, Napoli, A. Marotta, 1965.

### Altri scritti
- Petrarca e il sentimento della solitudine, Milano, Garotto, 1945.
- Scritti sul teatro, Milano, A. Mondadori, 1961.
- L'amore di Galatea, in "Sipario", a. 19 (1964), n. 224, p. 89-95.
- Il poeta e il politico e altri saggi, Milano, Schwarz, 1967.
- Leonida di Taranto, Milano, Guido Le Noci ed., 1968; Manduria, Lacaita, 1969.
- Lettere d'amore di Quasimodo, Milano, Apollinaire, 1969.
- Renato Giorgi, Marzabotto parla. Con scritti di Salvatore Quasimodo, Bologna, Nuova Ghesa, 1970.
- Poesie e discorsi sulla poesia, Milano, A. Mondadori, 1971.
- A colpo omicida e altri scritti, Milano, A. Mondadori, 1977.

## Onorificenze, premi e riconoscimenti

### Premi
- Premio Antico Fattore per la poesia, 1932
- Premio San Babila, 1950
- Premio Etna-Taormina, 1953
- Premio Viareggio per la poesia, 1958
- Premio Nobel per la letteratura 1959
- Cittadinanza onoraria, Messina (1960)
- Cittadinanza onoraria, Roccalumera (2009)

### Riconoscimenti accademici
- Cattedra di Letteratura Italiana "per chiara fama" presso il Conservatorio di musica "G. Verdi" di Milano" (1941-1968)
- Laurea "Honoris Causa", Università di Messina (1960)
- Laurea "Honoris Causa", Università di Oxford (1967)